# Eleição municipal de Barretos em 2012
A eleição municipal de Barretos em 2012 aconteceu em 7 de outubro de 2012 para eleger um prefeito, um vice-prefeito e 17 vereadores no município de Barretos, no Estado de São Paulo, no Brasil. O prefeito eleito foi Guilherme Ávila, do PSDB, com 57,03%  dos votos válidos, sendo vitorioso logo no primeiro turno em disputa com seis adversários, Mussa Calil Neto (PTB), Luiz Carlos Anastacio (PDT), Francisco de Paula Silva (PT),  Wilson Marçal Vieira Junior (PTN), Diego Henrique Ferreira (PSTU),  Uebe Rezeck (PMDB). A vice-prefeita eleita, na chapa de Guilherme Ávila, foi Luciana Costa (PR).
O pleito em Barretos foi parte das eleições municipais nas unidades federativas do Brasil. A disputa para as 17 vagas na Câmara Municipal de Barretos envolveu a participação de 191 candidatos. O candidato mais bem votado foi Olimpio Jorge Naben, que obteve 2.868 votos (4,58% dos votos).

## Antecedentes
Na eleição municipal de 2008, Emanoel Carvalho, do PSDB, derrotou o candidato do PTB, Mussa Calil. A diferença percentual entre os candidatos foi de 33,72 sendo assim 57,03% dos votos válidos para Emanoel Carvalho e 23,31% para Mussa Calil. Vale ressaltar que Emanoel Mariano Carvalho foi eleito em 2004, sendo assim no ano de de 2008 ele foi reeleito.

## Eleitorado
Na eleição de 2012, estiveram aptos a votar 83.847 barretenses. Foram apurados 67.303 votos dos quais 42.350 (62,92%) válidos. Os votos brancos somaram 2.162 (3,21%), e os votos nulos 22.791 (33,86%). As abstenções chegaram a 16.544 (19,73%).

## Candidatos
Foram sete candidatos à prefeitura em 2012: Guilherme Ávila do  PSDB, Mussa Calil Neto do PTB, Luiz Carlos Anastacio do PDT, Francisco de Paula Silva do PT, Wilson Marçal Vieira Junior do PTN, Diego Henrique Ferreira do PSOL e Uebe Rezeck do PMDB. O candidato do PMDB Uebe Rezeck que foi prefeito de Barretos no período de 1983 até 198, teve sua candidatura indeferida pela justiça por conta de condenações por improbidade administrativa, computando 0 votos no resultado da votação.
| Candidato(a)                | Vice                      | Partido | Coligação                                                                      |
| --------------------------- | ------------------------- | ------- | ------------------------------------------------------------------------------ |
| Guilherme Ávila             | Luciana Costa             | PSDB    | "Uma nova esperança " (PR / PSDC / PSB / PSDB)                                 |
| Mussa Calil Neto            | Celia Rodrigues           | PTB     | "Unidos por Barretos" (PP / PTB / PSC / PPS / DEM / PMN / PRP / PPL / PT do B) |
| Luiz Carlos Anastacio       | Milton Aparecido da Silva | PTD     | "Vamos crescer juntos com Barretos" (PDT / PSL / PHS / PTC / PV)               |
| Francisco de Paula Silva    | Ana Claudia dos Santos    | PT      | "PT "                                                                          |
| Wilson Marçal Vieira Junior | José Guimaraes Sobrinho   | PTN     | "PTN "                                                                         |
| Diego Henrique Ferreira     | David Barbosa de Oliveira | PSTU    | "Barretos para os trabalhadores " (PSTU / PSOL)                                |
| Uebe Rezeck                 | Graça Lemos               | PMDB    | "A experiencia faz a diferença " (PRB / PMDB / PSD / PC do B)                  |

## Campanha
Guilherme Ávila contou com um Plano de Governo, que foi amplamente divulgado durante a sua campanha. Ele prometeu mudanças em algumas áreas como: A criação da guarda municipal para proporcionar segurança aos patrimônios públicos. Colocação de guardas municipais nas escolas garantir a segurança dos alunos, a instalação de 200 câmeras de vigilância em todos os bairros da cidade, um convênio com a atividade delegada, pagando o policial militar na sua hora de folga para que ele possa fazer uma ronda em toda a cidade e a criação de uma Secretaria da Segurança Pública Municipal para fazer um gerenciamento e cuidar da logística.
Em relação ao meio ambiente prometeu a implantação da coleta seletiva e com a mesma seria possível reduzir o volume de lixo orgânico que vai para os aterros em até 25%, aumentando assim o tempo de vida útil do aterro de Barretos.
Como principal desafio estava a necessidade de sanar as finanças da Prefeitura, implantar uma gestão mais austera proporcionando economia nos gastos públicos.  O prefeito eleito finalizou a coletiva de imprensa  realizada no dia 18 de outubro pedindo paciência aos municípios porque a princípio serão tempos de "vacas magras" e que somente em janeiro saberá o real valor da dívida da prefeitura. Resumidamente ele assumiu o governo já sabendo que seria necessário uma economia financeira.

## Resultados

### Prefeito
No dia 7 de outubro, Guilherme Ávila  foi reeleito com 57,03% dos votos válidos.
| Candidato(a)                     | Vice                             | 1º Turno 7 de outubro de 2012 | 1º Turno 7 de outubro de 2012 |
| Candidato(a)                     | Vice                             | Votação                       | Votação                       |
|                                  |                                  | Total                         | Porcentagem                   |
| -------------------------------- | -------------------------------- | ----------------------------- | ----------------------------- |
| Guilherme Ávila (PSDB)           | Luciana Costa (PSDB)             | 24.713                        | 57,03%                        |
| Mussa Calil Neto (PTB)           | Celia Rodrigues (DEM)            | 9.872                         | 23,31%                        |
| Luiz Carlos Anastacio (PDT)      | Milton Aparecido da Silva (PDT)  | 5.671                         | 13,39%                        |
| Francisco de Paula Silva (PT)    | Ana Claudia dos Santos (PT)      | 1.944                         | 4,59%                         |
| Wilson Marçal Vieira Junior(PTN) | José Guimaraes Sobrinho (PTN)    | 401                           | 0,95%                         |
| Diego Henrique Ferreira(PSTU)    | David Barbosa de Oliveira (PSOL) | 289                           | 0,68%                         |
| Uebe Rezeck(PSOL)                | Graça Lemos (PSOL)               | 0                             | 0,00%                         |
| Total de votos válidos           | Total de votos válidos           | 42.350                        | 62,92%                        |
| Votos em branco                  | Votos em branco                  | 2.162                         | 3,21%                         |
| Votos nulos                      | Votos nulos                      | 22.791                        | 33,86%                        |
| Total                            | Total                            | 203.976                       | 100%                          |
| Abstenções                       | Abstenções                       | 16.544                        | 19,73%                        |
| Votos apurados                   | Votos apurados                   | 67.303                        | 100%                          |
| Total de eleitores               | Total de eleitores               | 83.847                        | 100%                          |

### Vereador
Dos dezessete (17) vereadores eleitos, três (3) eram em 2012 da base de Guilherme Ávila . Cinco vereadores foram reeleitos; havia apenas duas mulher dentre os vereadores eleitos em 2012. O vereador mais votado foi Euripinho (PDT), que teve 2.868	 ou 4,58% dos votos. O PTB é o partido com o maior número de vereadores eleitos (4), seguido por PMDB, PDT, PT, PC do B, PR, PV, DEM, PSDB e PPS. Todos os eleitos ganharam um salário de R$ 6.484,30 por mês. O vereador mais votado nas eleições para vereador de 2012 Euripinho foi afastado do cargo  por  infidelidade partidária, ou seja, por ter deixado o PPS para se filiar ao PDT. Porém ele conseguiu voltar ao cargo após conseguir uma liminar que solicitou a suspensão dos efeitos do acórdão do Tribunal Regional de São Paulo (TER/SP) que julgou procedente a ação do Ministério Público Eleitoral, que decretou a perda do mandato eletivo de vereador.
| Resultado da eleição para a Câmara Municipal de Barretos em 2012 por candidato | Resultado da eleição para a Câmara Municipal de Barretos em 2012 por candidato | Resultado da eleição para a Câmara Municipal de Barretos em 2012 por candidato | Resultado da eleição para a Câmara Municipal de Barretos em 2012 por candidato | Resultado da eleição para a Câmara Municipal de Barretos em 2012 por candidato |
| Candidato                                                                      | Número                                                                         | Partido                                                                        | Votos                                                                          | Porcentagem                                                                    |
| ------------------------------------------------------------------------------ | ------------------------------------------------------------------------------ | ------------------------------------------------------------------------------ | ------------------------------------------------------------------------------ | ------------------------------------------------------------------------------ |
| Euripinho                                                                      | 12620                                                                          | PDT                                                                            | 2.868                                                                          | 4,58%                                                                          |
| Cido/ Sargento Cipriano                                                        | 14600                                                                          | PTB                                                                            | 1.574                                                                          | 2,51%                                                                          |
| Dra Glaucia Delegada                                                           | 15555                                                                          | PMDB                                                                           | 1.555                                                                          | 2,48%                                                                          |
| Paula Lemos                                                                    | 65123                                                                          | PC do B                                                                        | 1.501                                                                          | 2,39%                                                                          |
| Juninho Leite                                                                  | 14000                                                                          | PTB                                                                            | 1.468                                                                          | 2,34%                                                                          |
| Lilico                                                                         | 15611                                                                          | PMDB                                                                           | 1.400                                                                          | 2,23%                                                                          |
| Andre Rezek                                                                    | 15015                                                                          | PMDB                                                                           | 1.350                                                                          | 2,15%                                                                          |
| Kapetinha                                                                      | 12777                                                                          | PDT                                                                            | 1.333                                                                          | 2,13%                                                                          |
| Paulo Correa                                                                   | 22123                                                                          | PR                                                                             | 1.317                                                                          | 2,10%                                                                          |
| Otavio Alves Garcia                                                            | 25601                                                                          | DEM                                                                            | 1.311                                                                          | 2,09%                                                                          |
| Carlao do Basquete                                                             | 14614                                                                          | PTB                                                                            | 1.244                                                                          | 1,98%                                                                          |
| Kiko Miziara                                                                   | 43000                                                                          | PV                                                                             | 1.210                                                                          | 1,93%                                                                          |
| Mandioquinha                                                                   | 14444                                                                          | PTB                                                                            | 1.206                                                                          | 1,92%                                                                          |
| Leandro Anastácio-filho Paçoca                                                 | 12000                                                                          | PDT                                                                            | 1.193                                                                          | 1,90%                                                                          |
| Dr. Almir Neves                                                                | 55555                                                                          | PSD                                                                            | 1.162                                                                          | 1,85%                                                                          |
| Prof. Adilson                                                                  | 13678                                                                          | PT                                                                             | 1.139                                                                          | 1,82%                                                                          |
| Claudio da Santa Casa                                                          | 23000                                                                          | PPS                                                                            | 795                                                                            | 1,27%                                                                          |
| Dr.Thalles do Samu                                                             | 45192                                                                          | PSDB                                                                           | 1.049                                                                          | 1,67%                                                                          |
| Marquinho Perigoso                                                             | 14014                                                                          | PTB                                                                            | 1.099                                                                          | 1,75%                                                                          |
| Fabricio Lemos                                                                 | 43123                                                                          | PV                                                                             | 1.087                                                                          | 1,73%                                                                          |
| Wilson Ap.do Escritorio Modelo                                                 | 12630                                                                          | PDT                                                                            | 1.060                                                                          | 1,69%                                                                          |
| Nestor Leonel                                                                  | 12012                                                                          | PDT                                                                            | 988                                                                            | 1,58%                                                                          |
| Willians Souza                                                                 | 10123                                                                          | PRB                                                                            | 890                                                                            | 1,42%                                                                          |
| Lupa                                                                           | 25021                                                                          | DEM                                                                            | 797                                                                            | 1,27%                                                                          |
| Pastor Marcelo                                                                 | 20000                                                                          | PSC                                                                            | 771                                                                            | 1,23%                                                                          |
| Giuliano Capucho                                                               | 25025                                                                          | DEM                                                                            | 737                                                                            | 1,18%                                                                          |
| Elessandra Pioia                                                               | 13633                                                                          | PT                                                                             | 732                                                                            | 1,17%                                                                          |
| Angelo Duarte                                                                  | 14603                                                                          | PTB                                                                            | 731                                                                            | 1,17%                                                                          |
| Chim                                                                           | 14500                                                                          | PTB                                                                            | 716                                                                            | 1,14%                                                                          |
| Niltinho do Postao                                                             | 14789                                                                          | PTB                                                                            | 705                                                                            | 1,12%                                                                          |
| Dr. Neto                                                                       | 12612                                                                          | PDB                                                                            | 683                                                                            | 1,09%                                                                          |
| Thiago do Amas                                                                 | 45045                                                                          | PSDB                                                                           | 664                                                                            | 1,06%                                                                          |
| Raphael Dutra                                                                  | 45145                                                                          | PSDB                                                                           | 652                                                                            | 1,04%                                                                          |
| Joao Minare                                                                    | 14643                                                                          | PTB                                                                            | 642                                                                            | 1,02%                                                                          |
| Betao do Cemiterio                                                             | 11611                                                                          | PP                                                                             | 627                                                                            | 1,00%                                                                          |
| Betim da Comunidade                                                            | 25625                                                                          | DEM                                                                            | 554                                                                            | 0,88%                                                                          |
| Dr. Caio do Samu                                                               | 11192                                                                          | PP                                                                             | 496                                                                            | 0,79%                                                                          |
| Dr. Ilario do Postao                                                           | 12006                                                                          | PDT                                                                            | 481                                                                            | 0,77%                                                                          |
| Jacqueline Brito - Jaque da Tv                                                 | 12333                                                                          | PDT                                                                            | 465                                                                            | 0,74%                                                                          |
| Dr. Raphael                                                                    | 12555                                                                          | PDT                                                                            | 429                                                                            | 0,68%                                                                          |

| Votos válidos   | Votos válidos   | 62.675 | 93,12% |
| Votos nulos     | Votos nulos     | 1.672  | 2,48%  |
| Votos em branco | Votos em branco | 2.956  | 4,39%  |
| --------------- | --------------- | ------ | ------ |

## Análises
```
 Guilherme Ávila (PSDB) é eleito prefeito de Barretos, SP, com 24.173, contra o segundo colocado, candidato Mussa (PTB) que  obteve apenas 9.872 votos.
```

Guilherme Ávila foi o prefeito mais jovem eleito da história de Barretos. Aos 33 anos, teve como responsabilidade a administração da cidade com 110 mil habitantes. Depois da disputa eleitoral Guilherme Ávila pregou a união política como forma de esforços para desenvolver o município, ele disse: “A eleição passa, o mandato acaba, mas a cidade fica”. Guilherme disse que não esperava por problemas de relacionamento entre o Executivo e Legislativo e nem  “uma oposição burra”, mas uma Câmara consciente e responsável. “Se o prefeito for mal, a cidade vai mal”.  Guilherme Ávila afirmou ainda para a revista AQUI & ALI que tinha conversado com Emanoel, ex-prefeito, após a eleição e disse que após eleito focaria na transição de governos principalmente na parte financeira e jurídica". Ávila  garantiu que daria sequência aos projetos em andamento e afirmou que já teria convidado Emanoel para participar de inaugurações das obras em execução. "Tudo o que for bom para a cidade não pode parar. Quero que o atual prefeito esteja junto comigo para levar os méritos que conquistou".
O Secretário Estadual de Desenvolvimento Social, Floriano Pesaro, se reuniu com o prefeito de Barretos, Guilherme Ávila, para fortalecer as ações sociais no município. Na ocasião, assinou o Termo de Aditamento para a construção do Centro de Convivência do Idoso, que faz parte do programa São Paulo Amigo do Idoso. Sendo assim Guilherme Ávila no dia 1 de junho de 2016 o prefeito de Barretos, acompanhado do secretário municipal de Obras e Serviços Urbanos, Rafael Ducati, esteve presente no local onde está sendo construído um novo CCI - Centro Dia Idoso na cidade.
."O CCI atende os idosos com toda dignidade que eles merecem, e a cidade merecia uma outra unidade. Justamente pela excelência do trabalho que realiza a demanda vem crescendo. Agora ficará mais próximo para os idosos que residem nesta região poderem desfrutar de todos estes serviços", disse Guilherme Ávila.
Apesar do início das obras do CCI os números não são dos melhores para o atual Prefeito de Barretos. De acordo com uma pesquisa eleitoral contratada pelo jornal O Diário de Barretos com 850 entrevistas realizadas no período de 19 a 21 de janeiro. Apontou-se  Luiz Carlos Anastácio “Paçoca” (SD) com índice de rejeição de 13,6%, seguido de Emanoel Carvalho (PTB) com 12,3% e Guilherme Ávila (PSDB) com 10,1% nas eleições para prefeito de Barretos em outubro de 2016. Porém claro esses números podem se alterar até as eleições visto que a realização da pesquisa foi em janeiro de 2016.